# Amt Hüttener Berge
Amt Hüttener Berge er et amt i det nordlige Tyskland, beliggende i den nordvestlige del af Kreis Rendsburg-Eckernförde. Kreis Rendsburg-Eckernförde ligger i den centrale del af delstaten Slesvig-Holsten, og administrationen i amtet er beliggende i byen Store Vittensø (tysk: Groß Wittensee). I Askfelt (tysk: Ascheffel) har amtet desuden en del af forvaltningen, og der er kontorer i kommunerne Borgstedt og Okslev.

## Kommuner i amtet
- Ahlefeld-Bistensee
- Askfelt (tysk: Ascheffel)
- Borgsted (tysk: Borgstedt)
- Brekendorf
- Bynstorp (tysk: Bünsdorf)
- Damtorp (tysk: Damendorf)
- Store Vittensø (tysk: Groß Wittensee)
- Haby
- Holtsee
- Holtbunge (tysk: Holzbunge)
- Hytten (tysk: Hütten)
- Klein Wittensee
- Neu Duvenstedt
- Østerby (tysk: Osterby)
- Okslev (tysk: Owschlag)
- Sehested (tysk: Sehestedt)

## Geografi
Amtet grænser mod nordvest op til Kreis Slesvig-Flensborg, mod nordøst til Slien-Østersø Amt, mod øst til Amt Dänischer Wohld, mod syd til Kielerkanalen og mod vest til byen Bydelstorp samt Amt Fockbek.

## Historie
Amtet blev oprettet 1. januar 2008 af kommunerne i de tidligere amter Hütten og Wittensee.
1. marts 2008 fusionerede de indtil da selvstændige kommuner Ahlefeld og Bistensee til kommunen Ahlefeld-Bistensee.
Amtets våbenskjold er overtaget efter Hytten Amt.

## Landskab
I amtets område ligger naturparken Hytten Bjerge.